# Cobertura mediática
La cobertura mediática es la cantidad total de espacio editorial que aparece en todos los medios de comunicación sobre una organización o un tema determinado.
Es una manera de medir la eficacia de una campaña de relaciones públicas.
Por ejemplo: En España se publicaron 20 noticias en prensa escrita y medios de internet, 25 menciones en diferentes programas de radio y 18 de televisión sobre un tema específico.
Erróneamente se le ha querido asociar al valor publicitario equivalente, es decir, el valor que la organización hubiera tenido que pagar el espacio obtenido en medios gracias a la labor de las relaciones públicas. Para dar una idea más exacta del valor de la cobertura mediática en una campaña de RRPP se tendría que establecer un parámetro que midiera la influencia y con ésta los cambios actitudinales y de comportamiento del público al que se dirigieron los mensajes.